# Iglesia de Nuestra Señora de la Asunción (Calabazas de Fuentidueña)
La iglesia de Nuestra Señora de la Asunción es un santuario católico situado en el municipio de Calabazas de Fuentidueña, en España.

## Historia
La obra comenzó en 1554 con un contrato con el maestro cantero Juan Castaño, quien se comprometió a construir la capilla mayor y otras dependencias en cinco años. Tras su fallecimiento, la obra fue continuada por Juan de la Vega y otros maestros canteros bajo condiciones similares. A lo largo de los años, se realizaron modificaciones, se añadieron nuevas capillas y se exigieron nuevas fianzas.
Los pagos por la obra se alargaron durante décadas, llegando incluso a mediados del siglo XVII y afectando a herederos de los canteros, quienes seguían cobrando deudas pendientes. La iglesia acumuló gastos no solo por la cantería, sino también por otras reformas como retejos, trabajos en carpintería, solados y decoración. A pesar de los retrasos y dificultades económicas, la obra continuó durante más de dos siglos, destacándose una mejora financiera en el siglo XVIII, lo que permitió completar importantes reformas y embellecimientos.
Finalmente, en 1911 se registra la última obra significativa: el arco del púlpito. El relato evidencia la lentitud, complejidad y persistencia de las construcciones religiosas en aquella época, marcadas por continuos ajustes contractuales, pagos aplazados y el papel crucial de herederos y autoridades eclesiásticas.

## Diseño

### Exterior
Tiene, entonces, dos partes claramente diferenciadas, con una cabecera poligonal
tardogótica muy alta en la que destacan seis contrafuertes o estribos esquineros. Un pequeño resalte hacia afuera, que en el interior alberga el retablo mayor, hace las veces de ábside recto. En uno de los ángulos, el sureste, se encuentra la sacristía, que también sería construida a la vez que esta parte del templo, al igual que la única capilla que se conserva y que va seguida a ella.
El cuerpo de la iglesia es significativamente más baja, y a los píes se encuentra la torre, que es un poco más alta que esta parte del templo, pero más baja que la de la cabecera; es rectangular, con dos campanas al oeste y una al sur. Adosado al paredón norte se encuentra el camposanto.
La monumental escalinata por la que se asciende desde el pueblo está construida con piedras procedentes del palacio de Fuentidueña, que fueron traídas a mediados del siglo XX.

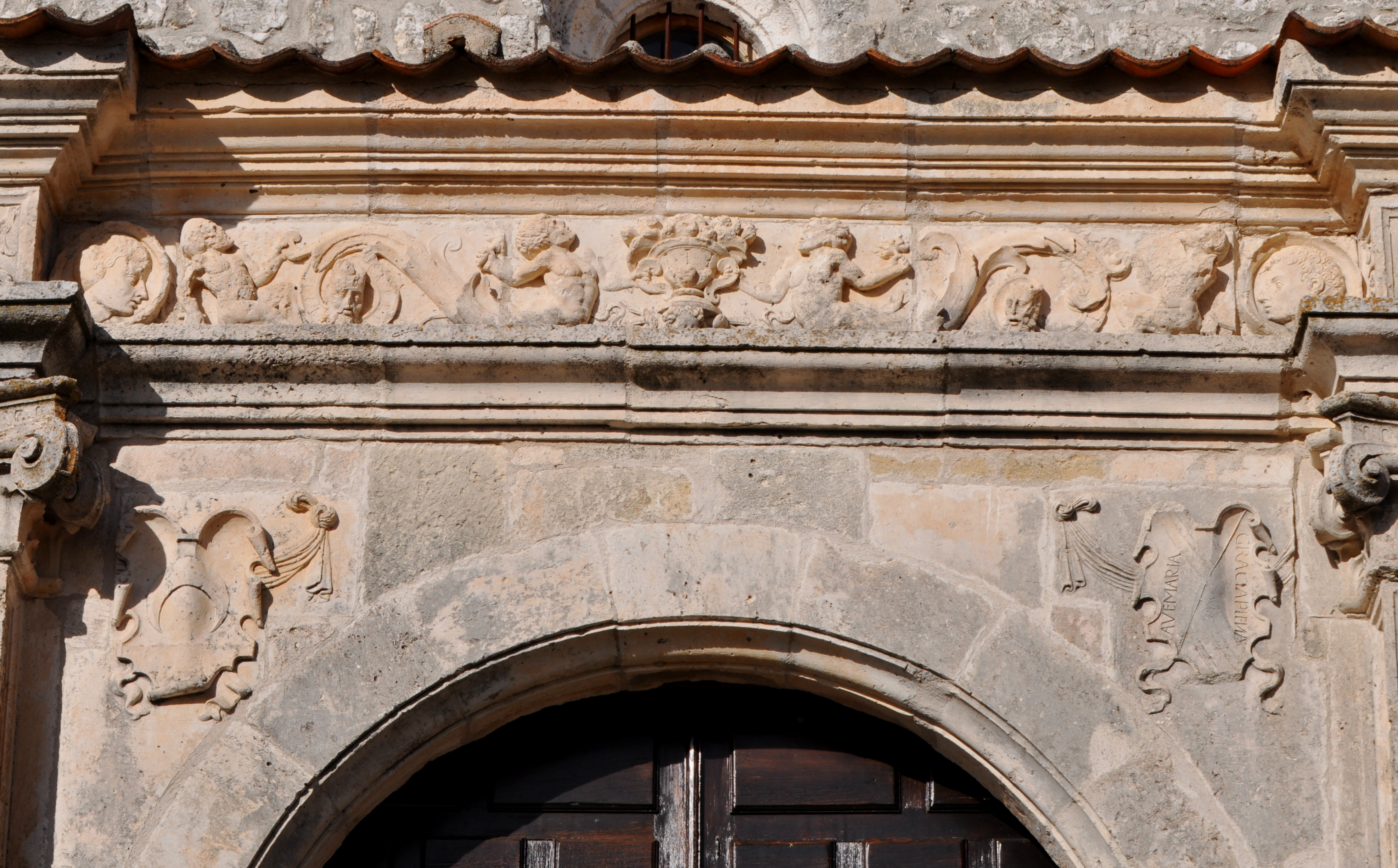

La portada, que también procede de Fuentidueña y que parece ser del convento de San Francisco, exhibe los escudos de los Luna y de los Mendoza, fruto del matrimonio entre don Álvaro de Luna y Manrique y doña Mencía de Mendoza, celebrado en 1525. 
Escudos de Luna (izquierda) y Mendoza (derecha).
Tiene una vistosa decoración de cabezas humanas. En el atrio interior estuvo en su día el retablo de San Lorenzo, y a día de hoy se puede contemplar, a la derecha, una imagen en bajorrelieve de San Francisco con el Crucificado en una piedra embutida en la pared, quizás también procedente de este citado convento.

### Interior
La iglesia fue originalmente concebida como un edificio de gran envergadura con una nave central y dos laterales con capillas. Sin embargo, la obra se paralizó en su fase inicial, lo que derivó en una solución arquitectónica distinta a la proyectada, con una planta de cruz latina poco marcada en el transepto. La cabecera, de gran altura, destaca por su estructura sustentada en cuatro pilares, uno de ellos anómalo por su grosor.
El cuerpo restante de la iglesia fue construido posteriormente, con bóvedas más bajas, ventanas, imposta decorativa y una tribuna con pila bautismal. El acceso al campanario se realiza a través de una escalera de caracol.

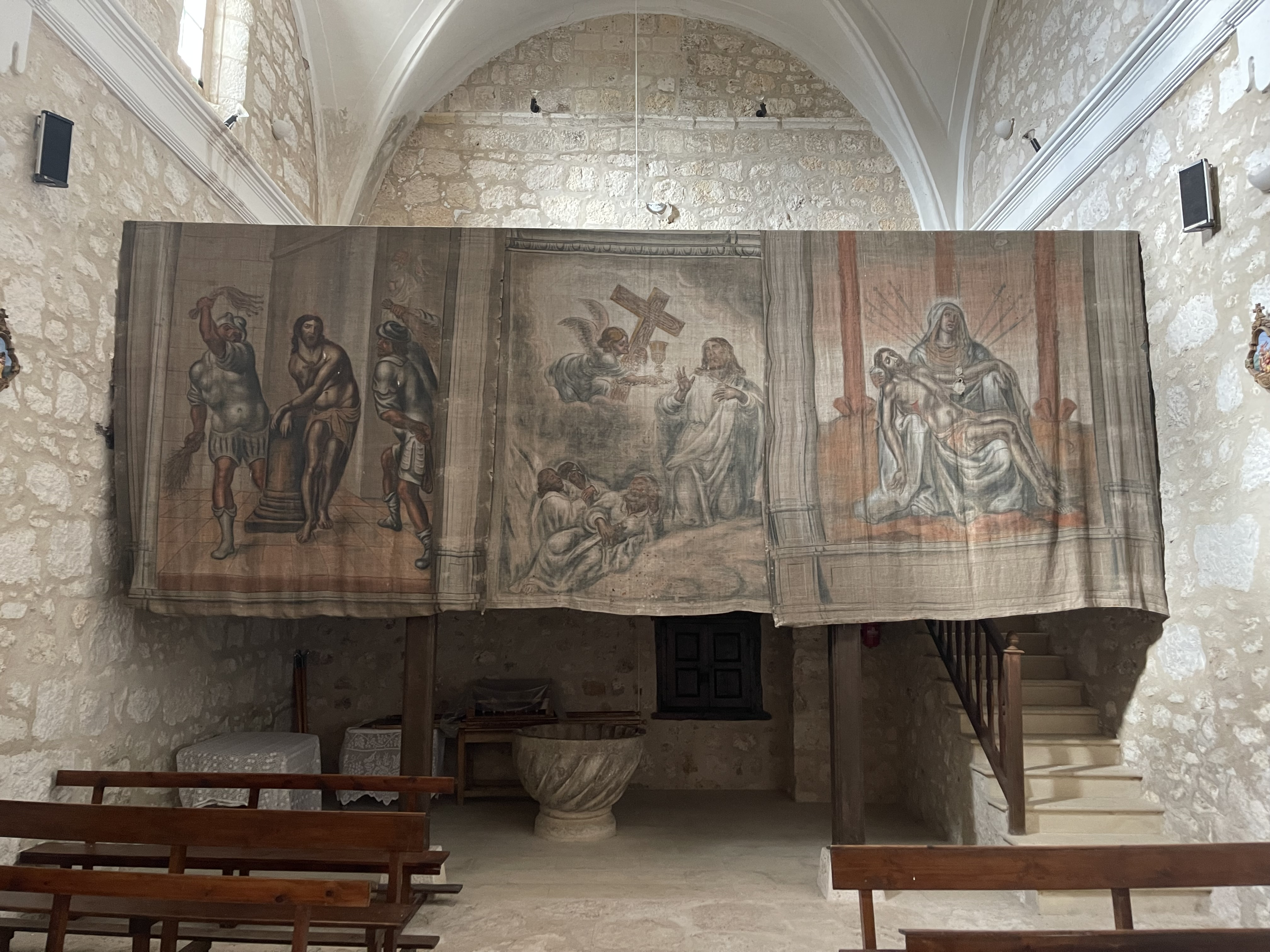

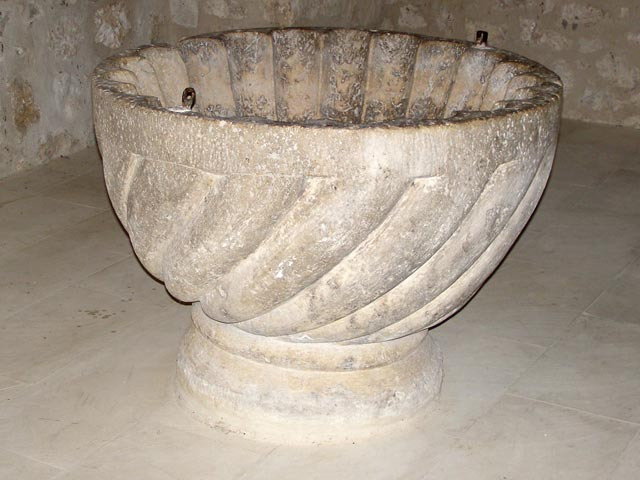

Se desconoce con certeza el motivo del inicio de la construcción, aunque se sospecha que pudo proyectarse como colegiata, tal vez por el deterioro del antiguo templo románico y un posible aumento de población. Sin embargo, dada la modestia del lugar, se plantea la hipótesis de que existiera un mecenas que impulsara la obra.
La paralización definitiva se atribuye a motivos económicos, ya que la iglesia no pudo sostener los elevados costes del proyecto original, lo cual quedó evidenciado en la documentación conservada.

### Retablos
- Retablo de Nuestra Señora de la Asunción

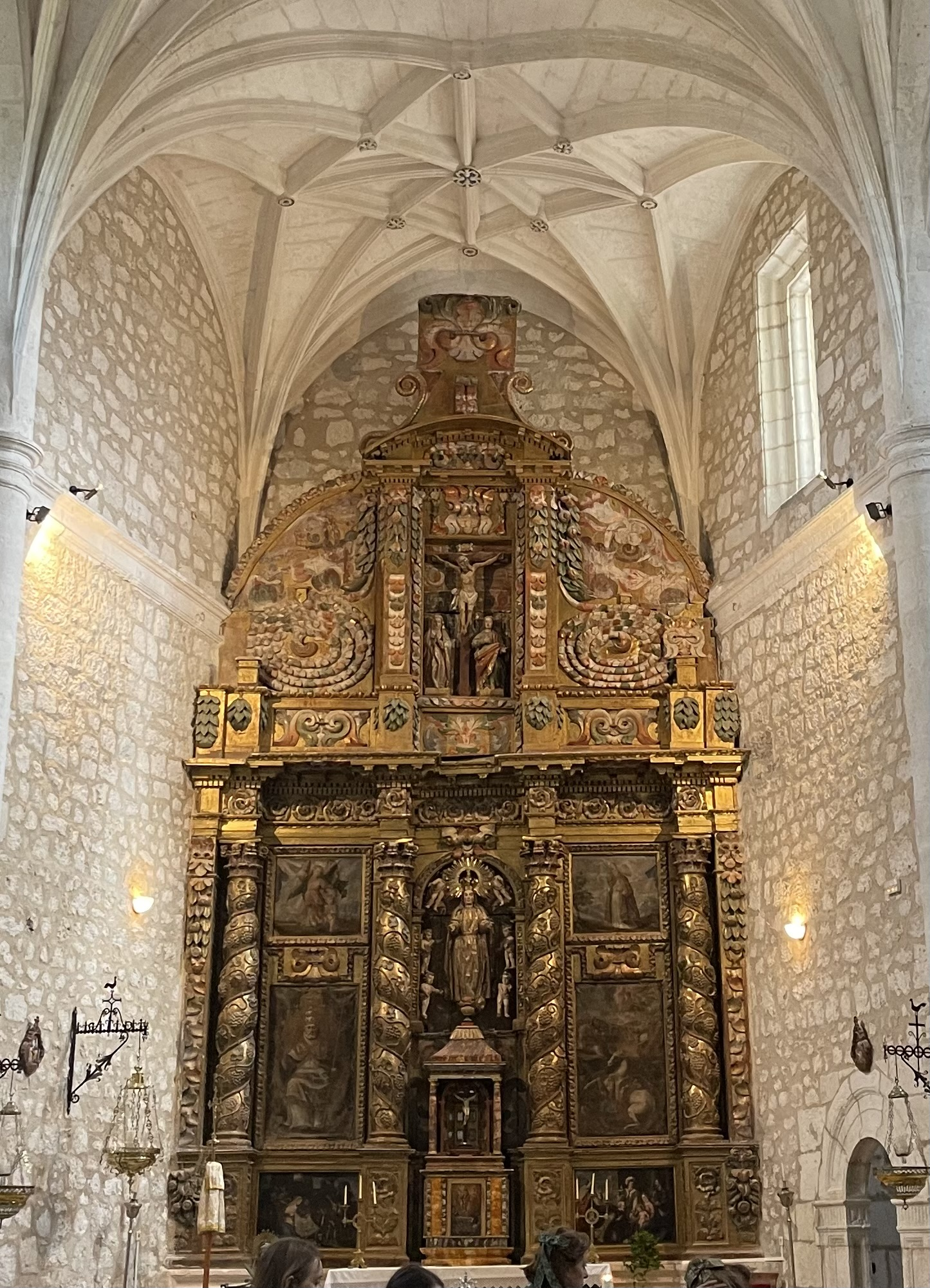

- Retablo del Bendito Ecce Homo

- Retablo de la Virgen del Rosario

- Retablo de San Bartolomé

- Retablo de la Dolorosa